# Zacharias Dase
Johann Martin Zacharias Dase est un calculateur prodige allemand, né le 23 juin 1824 à Hambourg et mort le 11 septembre 1861 à Hambourg.

## Biographie
Zacharias Dase calcule les deux cent cinq premières décimales de pi grâce aux nombres complexes au XVIIIe siècle et au moyen de la formule de Machin, découverte en 1706 par John Machin et qui relie le nombre π à la fonction arctangente.
Dase a également calculé une table de logarithmes avec 7 décimales. Il a aussi prolongé la table de décomposition en produit de facteurs premiers de 7 000 000 à 10 000 000.